# Cuphea melvilla
Cuphea melvilla är en fackelblomsväxtart som beskrevs av John Lindley. Cuphea melvilla ingår i släktet blossblommor, och familjen fackelblomsväxter. Inga underarter finns listade i Catalogue of Life.